# Vida Vasca
Vida Vasca fue una  revista gráfica publicada entre 1924 y 1981 en Bilbao, España, con una periodicidad anual y escrita en castellano.
Así como Hermes ha quedado como modelo de revista literaria de calidad, Vida Vasca es el paradigma de la revista gráfica de variedades en la prensa vasca. Vio por vez primera la estampa en Bilbao el año 1924, pero los avatares de la Guerra Civil terminaron desplazando su redacción y dirección a Vitoria, donde fue dirigida por Ramón González Fernández Ragón. Heliodoro González, editor de ideología monárquica y liberal, dejó su impronta en el estilo mismo de la publicación, abigarrada y tradicional en sus contenidos, abundante en publicidad, estéticamente atractiva.
Todo y casi todos cabían en la subtitulada Revista Regional Española (Turismo de las Provincias Vascongadas y Navarra), revista miscelánea, plenamente informativa en una página, taurina en la siguiente, poética a la vuelta del papel y casi siempre artística gracias al quehacer de los ilustradores José Arrue y Hombrados Oñatibia. Se editaba una vez al año y tenía una óptima distribución, gratuita, en todos los lugares donde hervía la vida social urbana. Sobrevivió hasta 1981.